# Риск без контракта
«Риск без контракта» — российский фильм 1992 года.

## Сюжет
Каскадёру Сергею Громову знакомый предлагает подзаработать — перегнать из Тольятти «восьмёрку». Перегон проходит удачно, и Сергею снова предлагают работу — на этот раз перегнать японский автомобиль из Владивостока…

## В ролях
- Василий Шлыков — Сергей Громов
- Евгений Дворжецкий — Карим
- Лидия Вележева — сообщница Карима
- Виталий Зикора — Виталик, компаньон Карима
- Валерий Порошин — «Дядя Миша»
- Владимир Шевяков — Андрей, друг Сергея во Владивостоке
- Юрий Новохижин — главарь владивостокских бандитов
- Татьяна Скороходова — Марина, жена Сергея
- Любовь Соколова — мать Марины
- Зоя Зелинская — Лидия Николаевна
- Екатерина Редникова — Татьяна
- Нонна Гришаева — Лена, подруга Татьяны
- Александр Мыльников — Иваныч, банщик
- Игорь Муругов — Игорь Владимирович, режиссёр — камео

## О фильме
Единственный фильм режиссёра Игоря Муругова, главную роль исполнил Василий Шлыков — профессиональный каскадёр, он же выступил сценаристом и постановщиком трюков.
Хотя по сюжету герой фильма приезжает за машиной во Владивосток, съёмки там не велись, съёмочная группа работала в Хабаровске.
Автомобиль в фильме — седан Toyota Celica Camry (1980—1982 гг.), «нулевое» поколение модели Toyota Camry созданной на базе купе Toyota Celica и седана Toyota Carina.